# Segok-dong
Segok-dong (koreanska: 세곡동) är en stadsdel i stadsdistriktet Gangnam-gu i Sydkoreas huvudstad Seoul.  